# Thập niên 930 TCN
Thập niên 930 TCN hay thập kỷ 930 TCN chỉ đến những năm từ 930 TCN đến 939 TCN.